# Eccellenza Sardegna 1999-2000
Il campionato italiano di calcio di Eccellenza regionale 1999-2000 è stato il nono organizzato in Italia. Rappresenta il sesto livello del calcio italiano.
Questo è il campionato regionale della regione Sardegna.

## Squadre partecipanti
| Squadra                     |                              |
| --------------------------- | ---------------------------- |
| Pol. Alghero                | Alghero (SS)                 |
| U.S. Arbus Demontis Petroli | Arbus (SU)                   |
| Pol. Bittese                | Bitti (NU)                   |
| Pol. Buddusò                | Buddusò (SS)                 |
| F.B.C. Calangianus          | Calangianus (SS)             |
| S.S. Carloforte             | Carloforte (SU)              |
| U.S. Castelsardo            | Castelsardo (SS)             |
| Pol. Corrasi                | Oliena (NU)                  |
| U.S. Mandas                 | Mandas (SU)                  |
| Monteponi Iglesias Calcio   | Iglesias (SU)                |
| Pol. Porto Rotondo          | Olbia (OT)                   |
| A.C. Pula                   | Pula (CA)                    |
| U.S. Santa Teresa           | Santa Teresa di Gallura (OT) |
| P.S.F. Sant'Elena Quartu    | Quartu Sant'Elena (CA)       |
| Pol. Sinnai                 | Sinnai (CA)                  |
| G.S. Tavolara               | Olbia (OT)                   |

## Classifica finale
|  | Pos. | Squadra                                    | Pt | G  | V  | N  | P  | GF | GS | DR  |
|  | ---- | ------------------------------------------ | -- | -- | -- | -- | -- | -- | -- | --- |
|  | 1.   | G.S. Tavolara, Olbia                       | 64 | 30 | 18 | 10 | 2  | 46 | 21 | +25 |
|  | 2.   | U.S. Arbus Demontis Petroli, Arbus         | 54 | 30 | 16 | 6  | 8  | 53 | 31 | +22 |
|  | 3.   | P.S.F. Sant'Elena, Quartu Sant'Elena       | 52 | 30 | 14 | 10 | 6  | 68 | 33 | +35 |
|  | 4.   | F.B.C. Calangianus, Calangianus            | 49 | 30 | 12 | 13 | 5  | 41 | 26 | +15 |
|  | 5.   | A.C. Pula, Pula                            | 44 | 30 | 12 | 8  | 10 | 35 | 41 | -6  |
|  | 6.   | Monteponi Iglesias Calcio, Iglesias        | 43 | 30 | 12 | 7  | 11 | 42 | 41 | +1  |
|  | 7.   | Pol. Corrasi, Oliena                       | 42 | 30 | 12 | 6  | 12 | 47 | 51 | -4  |
|  | 8.   | Pol. Sinnai, Sinnai                        | 40 | 30 | 10 | 10 | 10 | 32 | 41 | -9  |
|  | 9.   | Pol. Buddusò, Budduso                      | 39 | 30 | 11 | 6  | 13 | 37 | 39 | -2  |
|  | 10.  | S.S. Carloforte, Carloforte                | 38 | 30 | 8  | 14 | 8  | 34 | 30 | +4  |
|  | 11.  | Pol. Alghero, Alghero                      | 37 | 30 | 8  | 13 | 9  | 44 | 40 | +4  |
|  | 12.  | U.S. Mandas, Mandas                        | 35 | 30 | 8  | 11 | 11 | 34 | 47 | -13 |
|  | 13.  | U.S. Castelsardo, Castelsardo              | 33 | 30 | 8  | 9  | 13 | 33 | 33 | 0   |
|  | 14.  | Pol. Porto Rotondo, Porto Rotondo          | 31 | 30 | 9  | 4  | 17 | 33 | 41 | -8  |
|  | 15.  | U.S. Santa Teresa, Santa Teresa di Gallura | 24 | 30 | 6  | 7  | 17 | 23 | 59 | -36 |
|  | 16.  | Pol. Bittese, Bitti                        | 23 | 30 | 5  | 8  | 17 | 22 | 50 | -28 |